# یاسونوری کومادا
یاسونوری کومادا (انگلیسی: Yasunori Kumada؛ زادهٔ ۱۸ مارس ۱۹۶۳) بازیکن والیبال اهل ژاپن بود.